# John Calley
John Calley (né le 18 juillet 1930 à Jersey City et mort le 13 septembre 2011 à Los Angeles) est un producteur de cinéma américain.

## Filmographie partielle

### Cinéma
- 1963 : Face in the Rain (en) d'Irvin Kershner
- 1963 : The Wheeler Dealers d'Arthur Hiller
- 1964 : Les Jeux de l'amour et de la guerre d'Arthur Hiller
- 1965 : Le Chevalier des sables de Vincente Minnelli
- 1965 : Le Cher Disparu (The Loved One) de Tony Richardson
- 1965 : Le Kid de Cincinnati de Norman Jewison
- 1966 : Le Mystère des treize (Eye of the Devil)
- 1967 : Comment réussir en amour sans se fatiguer
- 1969 : Un château en enfer
- 1970 : Catch 22
- 1989 : Les Maîtres de l'ombre de Roland Joffé
- 1990 : Bons baisers d'Hollywood
- 1993 : The Remains of the Day de James Ivory
- 2004 : Closer, entre adultes consentants
- 2006 : Da Vinci Code de Ron Howard
- 2007 : Lettre ouverte à Jane Austen de Robin Swicord
- 2009 : Anges et Démons de Ron Howard

### Télévision
- 2007 : The Company